# Prodajus gastrosacci
Prodajus gastrosacci is een pissebed uit de familie Dajidae. De wetenschappelijke naam van de soort is voor het eerst geldig gepubliceerd in 1964 door Pillai.